# Surasit Kunakorn
Surasit Kunakorn (thailändisch สุรสิทธิ์ คุณากร; * 14. Juni 2002) ist ein thailändischer Fußballspieler.

## Karriere
Surasit Kunakorn erlernte das Fußballspielen in der Jugendmannschaft von Chiangrai United. Wo er nach seiner Jugendzeit gespielt hat, ist unbekannt. Die Hinrunde 2022/23 spielte er beim Drittligisten Chiangrai City FC. Mit dem Verein aus Chiangrai spielte er elfmal in der Northern Region der Liga. Nach der Hinserie wechselte er zu seinem Jugendclub, dem Erstligisten Chiangrai United. Sein Erstligadebüt gab Surasit Kunakorn am 25. Februar 2023 (21. Spieltag) im Auswärtsspiel gegen den Sukhothai FC. Bei der 3:0-Niederlage stand er in der Startelf und wurde nach der Halbzeitpause gegen Settasit Suwannaset ausgewechselt. Nach der Saison wurde sein Vertrag nicht verlängert. Im Sommer 2023 nahm ihn sein ehemaliger Verein, der in der Northern Region spielende Drittligist Chiangrai City FC, wieder unter Vertrag. Nach insgesamt 23 Ligaspielen wurde sein Vertrag nach der Hinrunde 2024/25 im Dezember 2024 nicht verlängert.